# Holopogon japonicus
Holopogon japonicus är en tvåvingeart som beskrevs av Akira Nagatomi 1983. Holopogon japonicus ingår i släktet Holopogon och familjen rovflugor. Inga underarter finns listade i Catalogue of Life.